# Macroprotodon cucullatus
Macroprotodon cucullatus — вид змій родини полозових (Colubridae). Один із 4 видів роду. Поширений переважно в Північній Африці. Мешканець середземноморських ландшафтів. Вид занесений до Червоного списку МСОП. Умовно отруйна змія (реальної небезпеки для людини не становить).  

## Етимологія
Родова назва походить від грец. μακρος = «великий», πρωτος = «перший» і οδους = «зуб» — стосовно зубів цих змій, збільшених у передній частині верхньої щелепи.
Видова назва походить від латин. cucullus = «шапка» або «капюшон», посилаючись на темний колір коміру за головою.
Назва на інших мовах: Algerian False Smooth Snake (англ.); Culebra De Cogulla (іспан.); Colubro Dal Cappuccio (італ.); couleuvre à capuchon orientale (франц.); капюшонный уж (= полоз) (рос.).

## Опис

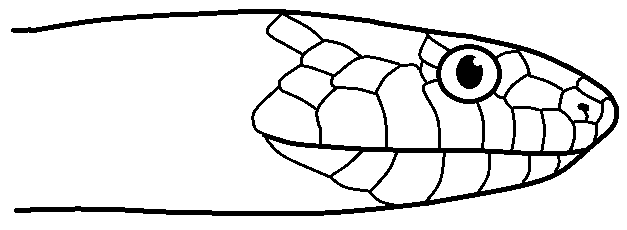

Невелика змія до 55 см завдовжки (L. + L.cd.), із струнким, граціозним і відносно коротким тілом.  Голова середнього розміру, витягнута, помітно відділена від тулуба шиєю. Морда коротка сплощена, а ростраль широкий і низький, ледь помітний зверху. Око досить маленьке, а зіниця на денному яскравому світлі має овальну форму. Ніздрі розташовані між двох носових щитків. Зуби на верхньощелепній кістці поступово зменшуються в напрямі вглиб пащі; два задніх борозенчастих зуби значно більші за попередні й відділені від них невеликим проміжком. Задні зуби є частиною отруйного апарату змії — через рани, нанесені цими зубами, у тіло жертви потрапляє отрута. Отруйні залози розташовані над верхніми щелепами позаду очей. Спинна луска гладенька. Навколо середини тулуба (G.) 19—21 ряд лусок. Шостий верхньогубний щиток тягнеться вгору і стикається з тім'яним. Зазвичай є один передній скроневий щиток.
Верхня сторона тіла забарвлена в коричневий, червонувато-коричневий або сірий колір, з дрібними коричневими плямами або з темнішими та світлішими переривчастими смугами. На потилиці є чорнуватий комір, який може доходити до маківки, іноді розширюється до верхньої частини голови, утворюючи форму літери Т. Зазвичай від ніздрів до куточка рота тягнеться темна смужка, яка проходить під або через око. Черево від жовтого до коралово-червоного кольору, часто із чорними плямами, що іноді зливаються по середній лінії.

## Поширення
Північноафриканський вид. Природний ареал охоплює Марокко, Західну Сахару, Алжир, Туніс, Лівію, Єгипет, Ізраїль та Палестину. В Європі інтродукований в Португалії, а також на островах Середземного моря: Майорка, Менорка (Іспанія), Лампедуза, Пелагський архіпелаг (Італія).

## Місця проживання
Теплолюбна змія. Населяє зазвичай різноманітні рівнинні й передгірські кам'янисті місцевості,  пагорби із чагарниками і рідколіссям, соснові ліси, піщані дюни, але віддає перевагу маквісу та іншим біотопам середземноморського типу. Не уникає сільськогосподарських земель, зокрема оаз, плантацій, садів, виноградників, а також населених пунктів та розвалин. У гори піднімається до висоти 800 м н. р. м.
У типових біотопах — звичайний вид змій. У Єгипті є рідкісним видом, чисельність якого скорочується. Субпопуляція о. Лампедуза, а також окремі локальні популяції в Алжирі та Західній Сахарі також скорочуються.

## Особливості біології

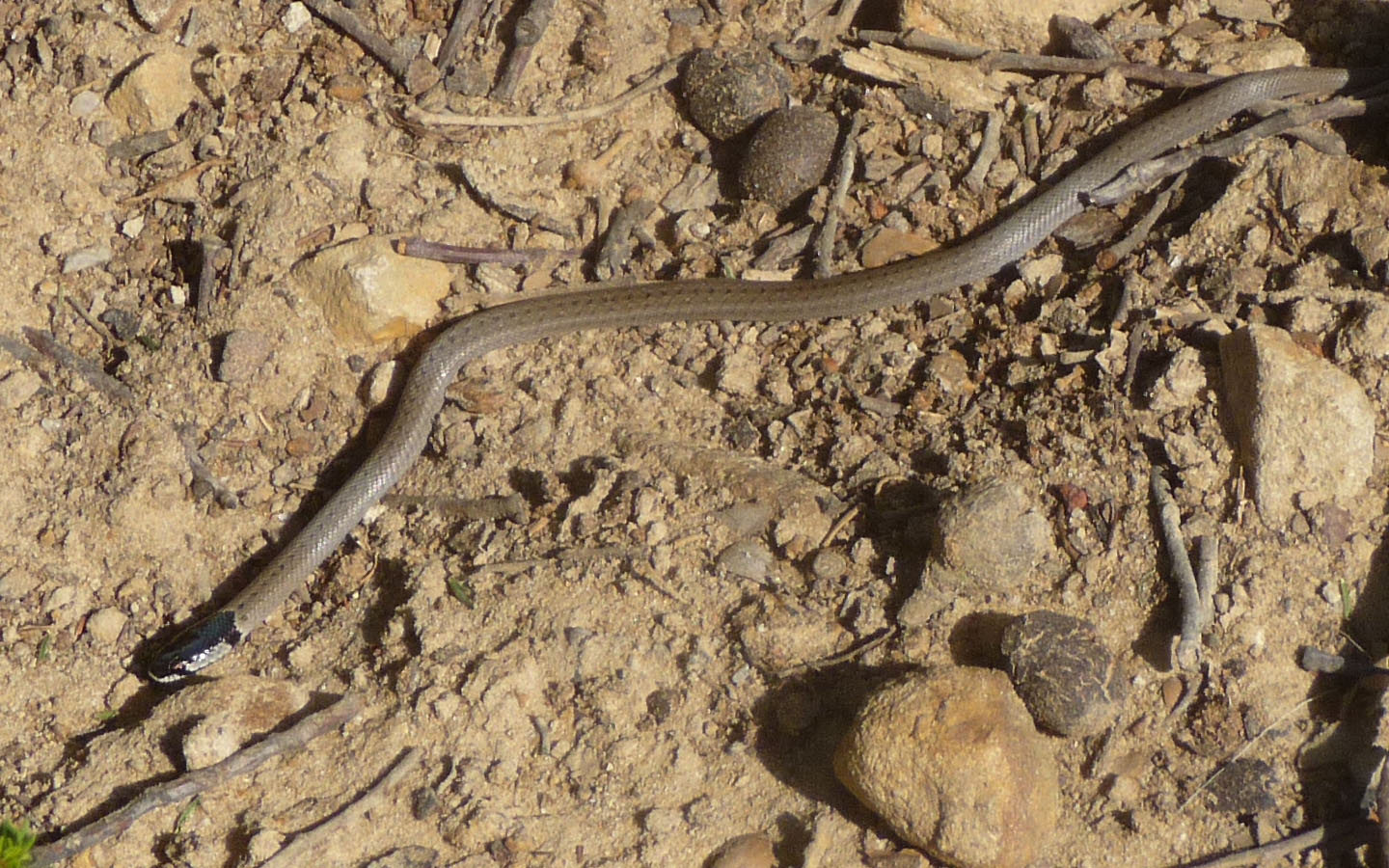
Macroprotodon cucullatus

Змія веде переважно сутінковий спосіб життя, але може бути активною і вдень, а влітку — вночі. Зазвичай трапляється на поверхні землі та серед кам'янистих відслонень. Коли її турбують, намагається зразу втекти, може скочуватися по схилу, утворюючи клубок («м'яч») і викидаючи при цьому фекалії. Активна з лютого по листопад, але в теплі зимові дні вилазить на поверхню землі. На півдні ареалу активна протягом всього року.
Macroprotodon cucullatus належить до яйцекладних змій. Парування відбувається в кінці березня — травні. Самиці звичайно розмножуються один раз на два роки. В червні — липні вони відкладають до 7 циліндричних яєць, розміщуючи кладку у вологому місці під камінням, закопують у ґрунт або ховають у густій рослинності. Приблизно через вісім тижнів, у серпні — вересні, вилуплюються дитинчата з довжиною тіла (L.) від 12 до 16 см.
Живиться здебільшого ящірками, доповнюючи харчовий раціон дрібними ссавцями, пташенятами, великими комахами та іншими безхребетними. 

## Охорона
Стан більшості природних популяцій виду в межах ареалу залишається більш-менш стабільним. Саме тому він, згідно з Червоним списком МСОП, отримав у світовому масштабі охоронний статус «відносно благополучний вид». Але стан острівних субпопуляцій Macroprotodon cucullatus в Європі залишається неясним (охоронна категорія: брак даних про вид), що потребує додаткових спеціальних досліджень. В Європі він занесений до Додатку ІІІ Бернської конвенції (охоронна категорія: вид підлягає охороні).
До локальних загроз можна віднести: 1) деградацію середовища існування, у тому числі внаслідок інтенсифікації сільського господарства та рекреації; 2) загибель на дорогах; 3) у Єгипті — надмірне випасання худоби і збір дров, урбанізація та розвиток туризму, розробка кар'єрів, комерційний збір змій для міжнародної торгівлі. Вид охороняється на кількох природно-заповідних територіях, але потребує розширення мережі природних резерватів.

## Практичне значення
Macroprotodon cucullatus належить до групи умовно отруйних змій. Його отрута відносно малотоксична і діє переважно на холоднокровних тварин, зокрема на ящірок. Крім того, через малий розмір змії та розташування «отруйних» іклів у глибині її пащі, реальної небезпеки для людини вона не становить. Отруєнь людей через укус Macroprotodon cucullatus не зареєстровано.